# Hippo Family Club
L'Hippo Family Club (ヒッポファミリークラブ?) è un progetto di un'organizzazione chiamata Institute for Language Experience, Experiment & Exchange, nota anche come LEX. È stato creato nel 1981 da Yo Sakakibara, che è stato ricercatore di  acquisizione del linguaggio per oltre 30 anni, lavorando ad Harvard e al MIT, per trasferire poi il suo istituto di ricerche a Tokyo. L'Hippo Family Club è una rete internazionale di associazioni linguistiche, nelle quali sia i bambini sia gli adulti sono coinvolti in varie attività con il fine di acquisire più lingue simultaneamente. Yo Sakakibara ha fondato simili organizzazioni negli Stati Uniti, Messico e Corea del Sud.  Negli Stati Uniti l'organizzazione è conosciuta come LEX America e I club linguistici come LEX Language Project.

## Concetto
Le attività condotte durante gli incontri all'Hippo Family Club sono basate sui progetti di ricerca e studi dell'acquisizione del linguaggio. Il concetto fondamentale è che ognuno, ad ogni età, può imparare nuove lingue,  con un'ambientazione che favorisca l'acquisizione linguistica. Sebbene le lingue siano apparentemente diverse, c'è un'universalità sottostante fra tutti gli idiomi umani. Ciò è dimostrato dalla velocità con cui una persona multilingue impara nuove lingue.

## Ambiente d'apprendimento Hippo
Secondo gli ideatori dell'Hippo, il modo con cui la maggior parte delle persone solitamente tenta di imparare una lingua, in un'aula scolastica tradizionale, non fornisce un'ambientazione favorevole per l'acquisizione del linguaggio. Quando i bambini imparano la loro lingua madre, non lo fanno frammentando la lingua in piccole parti di grammatica e vocabolario, o cercando in un dizionario; ciò è visto come il più innaturale dei modi per apprendere una lingua.
Si ritiene che i bambini imparino a parlare ascoltando e mimando le basi del linguaggio. Ogni bambino con normali capacità può apprendere le lingue parlate attorno a lui dall'età di due-tre anni. Man mano che prosegue comincia ad esprimersi con delle frasi,  ma può pronunciare solamente i suoni all'inizio e alla fine di una frase, mentre borbotta il resto. Successivamente diventa più preciso nei suoni e nelle frasi, finché diventa un locutore maturo. Anche dopo tale momento farà sempre nuove scoperte linguistiche. Gli adulti esposti a nuove lingue in modo simile andranno incontro allo stesso processo naturale.
I bambini imparano ascoltando, mimando e interagendo umanamente con i locutori di altre lingue. Di conseguenza la Hippo cerca di creare un ambiente di apprendimento naturale e rilassante nel quale sono esposti bambini e adulti con un'interazione multilinguistica.

## Attività
In aggiunta all'ascolto di discorsi registrati, conversazioni e canzoni in diverse lingue, i membri dell'Hippo Family Club si riuniscono nei loro club almeno una volta alla settimana per attività interattive. Coloro i quali si sentono capaci ripetono ciò che ascoltano dalle registrazioni, anche se i suoni non sono accurati e non sanno esattamente ciò che stanno dicendo; il primo passo è percepire i suoni, il ritmo e la melodia di una lingua.
Gli associati giocano, cantano, ballano e parlano reciprocamente nelle varie lingue che stanno imparando. Attraverso l'interazione con gli amici di tutte le età e le famiglie, i membri apprendono nuovi suoni e nuovi contesti.
L'obiettivo delle attività HIPPO non è necessariamente "padroneggiare" le lingue bensì beneficiare di ciò che I fondatori chiamano "processo di auto-scoperta": si creano nuove amicizie, si rinforzano i legami familiari e si stabiliscono nuovi legami internazionali attraverso le lingue.
I membri della Hippo possono frequentare altri club Hippo, inclusi quelli esteri. Sono incoraggiati ad espandere i loro orizzonti frequentando i membri dei club Hippo in altri paesi, in questo modo si crea l'opportunità di fare amicizia con stranieri e venire quindi in contatto con molte lingue. 

## Programmi homestay
Gli iscritti alla Hippo possono scegliere di partecipare a programmi homestay, nei quali visitano un club Hippo Family, o altri programmi non-profit o comunità di altre nazioni. I paesi partecipanti sono  Stati Uniti d'America, Messico, Francia, Germania, Spagna, Italia, Paesi Bassi, Lussemburgo, Tunisia, Russia, Thailandia, Malaysia, Indonesia, Cina, Taiwan, Giappone, Corea del Sud e India.

## Lingue
Attualmente ci sono attività Hippo in francese, cinese, tedesco, coreano, spagnolo, giapponese, inglese, italiano, russo, thailandese, malese, portoghese, indonesiano, cantonese, arabo, hindi, svedese, vietnamita, swahili, turco e taiwanese. La dirigenza dei club Hippo Family può scegliere di focalizzarsi su alcune o su tutte queste lingue.

## Transnational College of LEX
Il Transnational College of LEX (TCL) è un istituto educativo non-profit finalizzato allo sviluppo dell'apprendimento usando tecniche di full-immersion che seguono ampiamente il modo con cui I bambini imparano più lingue in un ambiente multilinguistico.
Il TCL ha pubblicato molti libri, in particolare una serie di tre volumi di scienze naturali: Who Is Fourier? A Mathematical Adventure, What Is Quantum Mechanics? A Physics Adventure e What Is DNA? A Biology Adventure. La natura di questi libri è tale da rendere accessibili le introduzioni ad argomenti tradizionalmente considerati difficili.
Il premio Nobel per la fisica Yōichirō Nambu è stato un autorevole consigliere per il secondo volume della serie, intitolato What Is Quantum Mechanics? A Physics Adventure.